# Nina Hagen
Catharina (Nina) Hagen (Oost-Berlijn, 11 maart 1955) is een Duitse zangeres, actrice en songwriter.

## Levensloop
Nina Hagen werd in de Oost-Duitse hoofdstad Berlijn geboren als dochter van actrice Eva-Maria Hagen en schrijver van filmscripts Hans Oliva-Hagen. Haar stiefvader werd de cabaretier en protestzanger Wolf Biermann, die enige tijd met haar moeder samenwoonde. 
Hagen zou de opleiding voor actrice volgen, maar kwam niet door de selectieprocedure. Daaropvolgend werd zij zangeres voor diverse bands, waaronder Automobil. Al snel werd dit haar begeleidingsband. 
Toen zij in de Duitse Democratische Republiek op een zijspoor kwam als gevolg van haar steunbetuiging aan  Biermann, die in 1977 in de DDR niet meer mocht optreden, benutte zij de eerste de beste kans om te emigreren. Zij vertrok met haar moeder in eerste instantie naar het Verenigd Koninkrijk.
Nog in 1977 vertrok zij naar West-Duitsland en vormde daar samen met de Berlijnse muzikanten Bernhard Potschka, Herwig Mitteregger, Manfred Praeker en Reinhold Heil de Nina Hagen Band. Het gelijknamige, in september 1978 uitgebrachte debuutalbum van de groep, met daarop o.a. de hit Unbeschreiblich weiblich, werd eerst in West-Duitsland en daarna ook in Nederland een groot succes. In mei 1979 kwam het tot een breuk tussen Hagen en haar band. Om contractuele redenen werd later dat jaar nog wel een tweede album opgenomen onder de passende titel Unbehagen.
In 1982 verscheen Nunsexmonkrock, waar de waanzin en de genialiteit aan elkaar grenzen, bijvoorbeeld in Iki Maska, Antiworld en Born in Xixax. In Angstlos (1983) pakte ze de toen heersende trend van het scratchen op ( bijvoorbeeld Zarah). Ze vervolgde deze oriëntatie op dance op In Ekstase (1985). 
Na een paar jaar stilte verscheen in 1989 Nina Hagen, met daarop onder meer het oorspronkelijk door Herman Brood geschreven Dope Sucks. Op Street uit 1991 stelde ze een gedicht van Goethe op muziek – Gretchen – en werkte ze samen met onder anderen Adamski en M.C. Shawn. De cd Revolution Ballroom (1993) kende weinig hoogtepunten. Twee jaar later liet Hagen in het album FreuD Euch vooral met een nummer als (Another Junkie), Einfach Nina zien dat ze haar punkachtergrond niet vergeten of verleerd was. Na een paar jaar stilte verscheen in 2000 Return of the Mother.
In 1999 nam zij met de Duitse band Oomph! het nummer Fieber op. Eind 2001 maakte zij samen met het Duitse Russenmafia, onder de naam Schwarze Puppen, een hardtranceplaat, getiteld Tanz. In 2003 coverde zij samen met Apocalyptica het nummer Seemann van Rammstein. Tevens nam Hagen eind jaren negentig het clublied van de Oost-Berlijnse voetbalclub 1. FC Union Berlin op: Eisern Union. Tijdens de bekerfinale van deze club in 2001 tegen Schalke 04 zong zij dit nummer in het Olympiastadion in Berlijn.
In december 2021 koos bondskanselier Angela Merkel voor de taptoe bij haar afscheid voor het nummer Du hast den Farbfilm vergessen van Nina Hagen.

### Privé
Hagen had in de loop der jaren diverse echtgenoten, onder wie een zeventienjarige kraker uit Londen. Ook had zij enige tijd een relatie met Herman Brood en met diens oud-gitarist Ferdi Karmelk. Met deze laatste kreeg Hagen in 1981 ook een dochter: Cosma Shiva Hagen.
In 2005 raakte Hagen betrokken bij kerkelijk vrijwilligerswerk voor militairen die dienst weigerden in de oorlog in Irak. Vanaf dat moment raakte ze steeds meer geïnteresseerd in het christelijk geloof. In augustus 2009 liet zij zich dopen in de Evangelisch-Reformierte Kirche in Schüttorf.

## Filmografie

### Als actrice

#### Bioscoop
- 1976: Liebesfallen
- 1976: Unser stiller Mann
- 1976: Kinosommer 1976 – Hänsel und Gretel
- 1979: Bildnis einer Trinkerin
- 1979: Cha-Cha
- 1983: Pankow ’95
- 1988: Dandy
- 1991: Just Visiting This Planet – Die Winterreise
- 1992: Lilien in der Bank
- 2000: Wasilisa, die Schöne
- 2004: 7 Zwerge – Männer allein im Wald
- 2006: 7 Zwerge – Der Wald ist nicht genug
- 2015: Desire Will Set You Free
- 2016: Gutterdämmerung

#### Televisie
- 1974: ABC der Liebe - Die gute Bewirtung (televisieserie)
- 1975: Heiraten/weiblich (televisiefilm)
- 1975: Heute ist Freitag (televisiefilm)
- 1991: Ein Schloß am Wörthersee - Bilderjagd (televisieserie)
- 1997: Tatort: Tod im All (televisieserie)
- 2005: Wilde Engel - Catwalk (televisieserie)

### Als stemactrice
- 1990: Kuck mal, wer da spricht 2 (Look Who’s Talking Too) als Julie voor Roseanne Barr
- 1993: Nightmare Before Christmas als Sally voor Catherine O’Hara
- 1996: Däumeline als Cassandra voor Charo
- 1998: Rudolph mit der roten Nase (Rudolph the Red-Nosed Reindeer: The Movie) als ijskoningin Stormella voor Whoopi Goldberg
- 2003: Das Geheimnis der Frösche (spreekrol als schildpad)
- 2003: Chihiros Reise ins Zauberland (Sen to Chihiro no kamikakushi) als Yubaba/Zeniba voor Mari Natsuki
- 2004: Villa Henriette (stem van het huis)
- 2014: Der 7bte Zwerg (spreekrol als ijsfee Dellamorta)
- 2014: Die Biene Maja – Der Kinofilm (spreekrol als adviseur Gunilla)

## Shows
- 1999: Nina Hagen = Punk + Glory
- 2006: Popstars – Ninas Engel
- 2008: Nina Hagen unzensiert
- 2008: Nina Hagens Ufo-Jagd – Auf Alien-Suche in Roswell
- 2008: Uri Geller Live: Ufos und Aliens – Das unglaubliche TV-Experiment
- 2010: Nina Hagen liest und singt Bekenntnisse

## Discografie

### Studioalbums
| Jaar | Titel                 | Hitlijstklasseringen | Hitlijstklasseringen | Hitlijstklasseringen | Opmerkingen                                                   |
| Jaar | Titel                 | DE                   | AT                   | CH                   | Opmerkingen                                                   |
| ---- | --------------------- | -------------------- | -------------------- | -------------------- | ------------------------------------------------------------- |
| 1978 | Nina Hagen Band       | 11 (46 weken)        | 24 (4 weken)         | —                    | Eerste publicatie: november 1978                              |
| 1979 | Unbehagen             | 2 (38 weken)         | 9 (14 weken)         | —                    | Eerste publicatie: december 1979                              |
| 1979 | NunSexMonkRock        | 27 (7 weken)         | —                    | —                    | Eerste publicatie: mei 1982                                   |
| 1983 | Angstlos              | 24 (13 weken)        | 11 (12 weken)        | —                    | Eerste publicatie: september 1983                             |
| 1983 | Fearless              | —                    | —                    | —                    | Eerste publicatie: november 1983                              |
| 1985 | In Ekstase            | 24 (7 weken)         | 13 (2 weken)         | 13 (7 weken)         | Eerste publicatie: mei 1985                                   |
| 1985 | In Ekstasy            | —                    | —                    | —                    | Eerste publicatie: mei 1985                                   |
| 1989 | Nina Hagen            | 20 (18 weken)        | 24 (2 weken)         | 26 (3 weken)         | Eerste publicatie: 23.08.1989                                 |
| 1991 | Street                | 36 (9 weken)         | 39 (2 weken)         | 32 (6 weken)         | Eerste publicatie: 22.07.1991                                 |
| 1993 | Revolution Ballroom   | —                    | —                    | —                    | Eerste publicatie: 15.05.1993                                 |
| 1995 | FreuD Euch            | —                    | —                    | —                    | Eerste publicatie: 04.11.1995                                 |
| 1996 | Bee Happy             | —                    | —                    | —                    | Eerste publicatie: april 1996                                 |
| 1999 | Om Namah Shivay!      | —                    | —                    | —                    | Eerste publicatie: 12.04.1999                                 |
| 2000 | Return of the Mother  | 77 (1 week)          | 49 (1 week)          | —                    | Eerste publicatie: 14.02.2000                                 |
| 2003 | Big Band Explosion    | —                    | —                    | —                    | Eerste publicatie: 17.11.2003                                 |
| 2006 | Irgendwo auf der Welt | 62 (3 weken)         | —                    | —                    | Eerste publicatie: 24.03.2006 met The Capital Dance Orchestra |
| 2010 | Personal Jesus        | 16 (4 weken)         | 62 (1 week)          | 61 (1 week)          | Eerste publicatie: 16.07.2010                                 |
| 2011 | Volksbeat             | —                    | —                    | —                    | Eerste publicatie: 11.11.2011                                 |
| 2022 | Unity                 | 30 (2 weken)         | —                    | 27 (1 week)          | Eerste publicatie: 09.12.2022                                 |

Soundtrackalbums:
- 1979: Cha Cha Soundtrack

Compilaties
- 1986: World Now
- 1987: Love
- 1990: The Very Best of Nina Hagen
- 1991: Adam Ant - Nina Hagen
- 1992: Du hast den Farbfilm vergessen [Rock aus Deutschland Ost Vol. 12]
- 1992: Collection Gold
- 1993: In My World
- 1995: Definitive Collection
- 1995: My Way From ’78–’94
- 1996: Was denn … Hits ’74–’95
- 1996: 14 Friendly Abductions: The Best of Nina Hagen
- 1997: Bahnhof Carbonara – Best (1978–84) (een compilatie van het Phono Music/Zounds label met nummers van Nina Hagen en Spliff. Alle tracks zijn digitaal geremasterd.)
- 2000: Prima Nina in Ekstasy
- 2000: Simply the Best
- 2001: Sternenmädchen
- 2001: Portrait
- 2001: History Of Rock
- 2003: The Collection
- 2004: TV-Glotzer
- 2004: Rangeh’n
- 2004: Was denn … Hits ’74–’95 (opnieuw uitgebracht met een andere tracklist)
- 2005: Heiß
- 2005: My Way
- 2012: In My World
- 2014: All Time Best – Reclam Musik Edition
- 2020: Was denn...? The Amiga Recordings

EP's:
- 1980: Nina Hagen Band
- 1987: Punkhochzeit
- 1987: Punk Wedding

Livealbums en bootlegs
- 1992: Ninamania
- 2001: Krefelder Appell – Official Live
- 2001: 1008 Indische Nächte (als bonus-cd van het album Om Namah Shivay! uitgebracht)
- 2010: Nina Hagen & Karl Rucker Live In Concert (opgenomen 1980/86)

Demo-albums:
- 2010: Prophecy Fulfilled (demo's met Karl Rucker uit 1986)

Videoalbums:
- 2012: Live At Rockpalast (Bonn, Rheinaue, 28 augustus 1999)

### Singles
| Jaar | Titel Album                                            | Hitlijstklasseringen | Hitlijstklasseringen | Hitlijstklasseringen | Opmerkingen                       |
| Jaar | Titel Album                                            | DE                   | AT                   | CH                   | Opmerkingen                       |
| ---- | ------------------------------------------------------ | -------------------- | -------------------- | -------------------- | --------------------------------- |
| 1991 | In My World Street                                     | —                    | —                    | 19 (2 weken)         | Eerste publicatie: september 1991 |
| 2000 | Der Wind hat mir ein Lied erzählt Return of the Mother | 96 (1 week)          | —                    | —                    | Eerste publicatie: januari 2000   |
| 2004 | Immer lauter –                                         | —                    | 28 (6 weken)         | —                    | Eerste publicatie: mei 2004       |

Verdere singles
- 1974: Du hast den Farbfilm vergessen (#6 van de Duitse single-trendhitlijsten op 10 december 2021)
- 1975: He, wir fahren auf’s Land
- 1975: Hatschi-Waldera
- 1975: Ich bin da gar nicht pingelig
- 1976: Hey, wir fahren auf's Land
- 1979: TV-Glotzer (White Punks On Dope)
- 1979: Naturträne
- 1979: Auf'm Bahnhof Zoo
- 1979: Unbeschreiblich Weiblich
- 1979: Herman’s Door
- 1980: African Reggae
- 1980: Auf'm Rummel
- 1980: Herrmann Hiess Er
- 1980: My Way
- 1982: Smack Jack
- 1983: Zarah (Ich weiss, es wird einmal ein Wunder geschehn) (Duitse versie)
- 1983: Zarah (Remix) (Engelse versie)
- 1983: New York/N.Y. (Duitse versie)
- 1983: New York New York (Engelse versie)
- 1984: The Change
- 1985: Universelles Radio
- 1985: Universal Radio
- 1985: Gott im Himmel (Spirit in the Sky)
- 1985: Spirit In The Sky
- 1986: World Now
- 1986: Don’t Kill The Animals (feat. Lene Lovich)
- 1987: Punkhochzeit
- 1989: Hold Me
- 1989: Michail, Michail (Gorbachev Rap)
- 1989: Las Vegas
- 1989: Love Heart Attack
- 1989: Ave Maria
- 1989: New York/N.Y. (Ben Liebrand Remix)
- 1991: Berlin (ist dufte) / Erfurt & Gera
- 1991: Blumen für die Damen
- 1991: Good Vibrations (Promo)
- 1992: Go Ahead
- 1992: Du hast den Farbfilm vergessen
- 1993: African Reggae Remix '93
- 1993: Revolution Ballroom
- 1994: So Bad
- 1994: Pillow Talk
- 1995: Tiere
- 1996: Abgehaun
- 1996: Sonntagmorgen
- 1997: Dead Cities / I’m a Believer
- 1998: Eisern Union! (clublied van de 1e FC Union Berlijn)
- 2000: Schön ist die Welt / Der Wind hat mir ein Lied erzählt
- 2007: Zieh Die Schuhe Aus
- 2010: Personal Jesus (promo)
- 2020: Rangehn
- 2020: Honigmann
- 2020: Unity
- 2022: Shadrack
- 2022: 16 Tons
- 2022: United Women Of The World
- 2022: Unity (Agar Agar Remix)
- 2023: Gib Mir Deine Liebe (ÄTNA Remix)
- 2023: Geld, Geld, Geld (DAEDE Remix)
- 2023: Geld, Geld, Geld (Perera Elsewhere Remix)
- 2023: Nina Hagen sings Larry Norman (UFO / Rock The Flock)

Als gastmuzikante:
| Jaar | Titel Album                                 | Hitlijstklasseringen | Hitlijstklasseringen | Hitlijstklasseringen | Opmerkingen                                      |
| Jaar | Titel Album                                 | DE                   | AT                   | CH                   | Opmerkingen                                      |
| ---- | ------------------------------------------- | -------------------- | -------------------- | -------------------- | ------------------------------------------------ |
| 1998 | Solo                                        | 15 (16 weken)        | 36 (4 weken)         | 26 (11 weken)        | Eerste publicatie: maart 1998 met Thomas D       |
| 2001 | Total Eclipse/Die schwarze Witwe Kassengift | 22 (7 weken)         | —                    | —                    | Eerste publicatie: maart 2001 met Rosenstolz     |
| 2003 | Seemann Reflections                         | 13 (9 weken)         | 35 (7 weken)         | 73 (2 weken)         | Eerste publicatie: oktober 2003 met Apocalyptica |

Verdere singles als gastmuzikante:
- 1981: Berlin (Udo Lindenberg feat. Nina Hagen)
- 1988: Die Klavierlehrerin (Udo Lindenberg feat. Nina Hagen)
- 1988: Airport (dich wiedersehn...) (Udo Lindenberg feat. Nina Hagen)
- 1992: Get Your Body! (Adamski feat. Nina Hagen)
- 1993: Romeo & Juliaaah (Udo Lindenberg feat. Nina Hagen)
- 1993: Let The Sunshine In (met Udo Lindenberg en Uwe Ochsenknecht)
- 1994: Hit Me With Your Rhythm Stick (Freaky Fukin Weirdoz feat. Nina Hagen)
- 1996: Alchemy Of Love (met Rick Jude)
- 1996: Weihnachtsnaach (BAP feat. Nina Hagen)
- 1999: Fieber (Oomph! feat. Nina Hagen)
- 2000: Keine Macht für Niemand (Die Erben der Scherben & ihre United Kapelle feat. Nina Hagen)
- 2001: Sweet Lord (Loka Nunda feat. Nina Hagen)
- 2002: Kriminaltango (duet met Michael von der Heide)
- 2002: Tanz! (Schwarze Puppen feat. Nina Hagen)
- 2003: Wer bistn du (Beginner feat. Nina Hagen)
- 2005: Liebeskummer lohnt sich nicht (duet met Frank Zander) (promo)
- 2008: Am Anfang steht immer ein Traum (met Annett Louisan, Joachim Witt, Michy Reincke, Naima, Ben & Stefan Gwildis)
- 2008: Love Is All (met Gonzales, Mathieu Boogaerts, Mieze Katz, Dirk von Lowtzow, Micky Green & Jacques Higelin)
- 2009: Dance Of The Witches (S.U.N. Project feat. Nina Hagen)(Promo)
- 2011: My Sweet Lord (Gospel House Mix) (Loka Nunda feat. Nina Hagen)
- 2023: I Get High (iskwē feat. Nina Hagen)

### Dvd's
| Dvd's met hitnoteringen in de DVD Top 30 | Datum van verschijnen' | Datum van binnenkomst | Hoogste positie | Aantal weken | Opmerkingen                                                   |
| ---------------------------------------- | ---------------------- | --------------------- | --------------- | ------------ | ------------------------------------------------------------- |
| Cha cha                                  | 2001                   | 11-08-2001            | 4               | 3            | met His Wild Romance, Herman Brood, Lene Lovich & Les Chapell |

## NPO Radio 2 Top 2000
| Nummer met noteringen in de NPO Radio 2 Top 2000 | '00 | '01  | '02  | '03 | '04 | '05  | '06  | '07  | '08  | '09 | '10 | '11  | '12  | '13  | '14  | '15  | '16  | '17  | '18  | '19  | '20  | '21  | '22  | '23  |
| ------------------------------------------------ | --- | ---- | ---- | --- | --- | ---- | ---- | ---- | ---- | --- | --- | ---- | ---- | ---- | ---- | ---- | ---- | ---- | ---- | ---- | ---- | ---- | ---- | ---- |
| Unbeschreiblich weiblich                         | 806 | 1063 | 1031 | 958 | 881 | 1420 | 1292 | 1351 | 1176 | 917 | 824 | 1189 | 1171 | 1218 | 1315 | 1606 | 1605 | 1656 | 1404 | 1720 | 1794 | 1614 | 1899 | 1972 |

1. ↑  Een vetgedrukt getal geeft de hoogste notering aan.
2. ↑  2000 was het eerste jaar met een notering voor dit nummer.
3. ↑  Deze tabel is bijgewerkt tot en met de meest recente editie (2024).